# Coleocephalocereus braunii
Coleocephalocereus braunii es una especie de planta suculenta perteneciente al género Coleocephalocereus, dentro de la familia Cactaceae. Es endémica del sudeste de Brasil.

## Descripción
Coleocephalocereus braunii es una especie de cactus columnar que se ramifica en la base. Los tallos son de color verde y decumbentes, ya que aunque se apoyan sobre el sustrato, el sector apical es ascendente. Alcanzan alturas superiores a 1 my diámetros de 5 a 7 cm. 
Presentan de 12 a 22 costillas ligeramente divididas en jorobas, de 0,6 a 0,9 cm de largo y de 0,4 a 0,5 cm de ancho. Sobre ellas se asientan areolas de 2 mm de diámetro, separadas unas de otras entre 0,6 y 1 cm de distancia. Tienen espinas aciculares amarillentas, donde las centrales miden de 1,3 a 1,9 cm de largo y las radiales, de 0,5 a 1 cm. Además, presentan espinas más largas en la base del tallo. 
Las flores son de color crema con el ápice verdoso y se abren por la noche. Miden de 1,7 a 2,5 cm de diámetro y son actinomorfas. Nacen en una estructura lanosa llamada cefalio que aparece lateralmente. Éste está formado por gruesos mechones de lana entremezclada con espinas de cerdas amarillentas. 
Los frutos son de color magenta, tienen forma obovoide y miden 2.5 cm de largo x 2 cm de diámetro. Presentan restos florales persistentes y en su interior contienen semillas ovaladas, de 1,3 mm de largo y de color oscuro.

## Distribución y hábitat
El área de distribución nativa de esta especie es el sudeste de Brasil y crece principalmente en el bioma tropical estacionalmente seco, en zonas rocosas.

## Taxonomía
Coleocephalocereus braunii fue descrita por los botánicos Lothar Diers y Eddie Esteves Pereira y publicada por primera vez en la revista ilustrada Kakteen und andere Sukkulenten 36: 34 en el año 1985.
Etimología
- Coleocephalocereus: nombre genérico que proviene de las palabras griegas koleos (que significa "vaina"), y cephalé (que significa "cabeza", en alusión a la estructura lanosa llamada cefalio donde nacen sus flores), y de la palabra latina cereus (que se traduce como "vela" o "cirio"), haciendo alusión a su forma alargada perfectamente recta. También puede hacer referencia al género Cereus, por lo que se traduciría como "cereus con cabeza o cefalio en forma de vaina".
- braunii: epíteto específico otorgado en honor al investigador alemán Pierre J. Braun, a menudo asociado con Eddie Esteves Pereira, con quien abrió, entre otros, un sitio web sobre los cactus brasileños.[4]

## Estado de conservación
En la Lista Roja de Especies Amenazadas de la UICN, la especie está clasificada como “En Peligro Crítico (CR)”.

## Usos
Se cultiva principalmente como planta ornamental y su propagación se realiza a través de esquejes o semillas.